# Елпида Караманди
Елпида Караманди (Лерин, 1. јануар 1920 — Лавци, код Битоља, 3. мај 1942) била је учесница Народноослободилачке борбе и народни херој Југославије.

## Биографија
Рођена је 1. јануара 1920. године у Лерину, Грчка. Мајка јој се преудала и преселила у Битољ. Елпида је у Битољу завршила гимназију. Још у гимназији постаје политички активна, и истиче се у литерарној дружини, на излетима, у читању и растурању летака, у сукобима с љотићевцима. Њена политичка активност учинила ју је популарном међу напредном битољском омладином.
Кад је, 1938. године, Елпида Караманди дошла на студије у Београд, одмах се укључила у револуционарни студентски покрет. Међу револуционарним студентима било је много ученика из битољске гимназије, које је она познавала и одржавала везе с њима. Ту се она још више истиче на револуционарном пољу.
Већ 1939. године примљена је у Савез комунистичке омладине Југославије (СКОЈ), послије чега ради још интензивније и организованије. Нарочито је била вешта у организовању нових активиста из редова омладинки.
Убрзо послије капитулације Краљевине Југославије, док је радила на припремама за оружану борбу у Битољу, примљена је, јуна 1941. у Комунистичку партију Југославије (КПЈ). Револуционарно-комунистичка активност постаје опаснија, тежа, и захтијевају пуно посвећивање. Она се свим својим силама укључује у партијски рад. Руководи групама у граду, извршава задатке СКОЈ-а и посебно по линији партијске технике. Њену интензивну активност уочила је бугарска полиција, па ју је убрзо ухапсила. У полицији се Елпида храбро држи, и ништа не признаје. Пуштена је из затвора, али зна да је полиција прати. По савету Месног комитета КПЈ у Битољу, повукла се у илегалност.
У јануару 1942. године постала је члан Покрајинског комитета СКОЈ-а за Македонију. Као илегалац није могла да развија велику активност, па се припрема да у прољеће оде у партизане.
У априлу 1942. године ступила је у Битољски партизански одред Пелистер. Међутим, 3. маја 1942. године, Одред је опкољен многобројном бугарском војском и полицијом. У вишесатној борби, у којој је Елпида показала изванредну храброст, око ње падају њени другови и другарице. Један митраљески рафал и њу тешко рањава. Потпуно немоћна да изврши самоубиство, ухваћена је. Храбро је поднијела све муке на које је стављена прије но што је умрла.
Указом Президијума Народне скупштине ФНР Југославије 10. октобра 1951 проглашена је за народног хероја.